# Sean Rooney

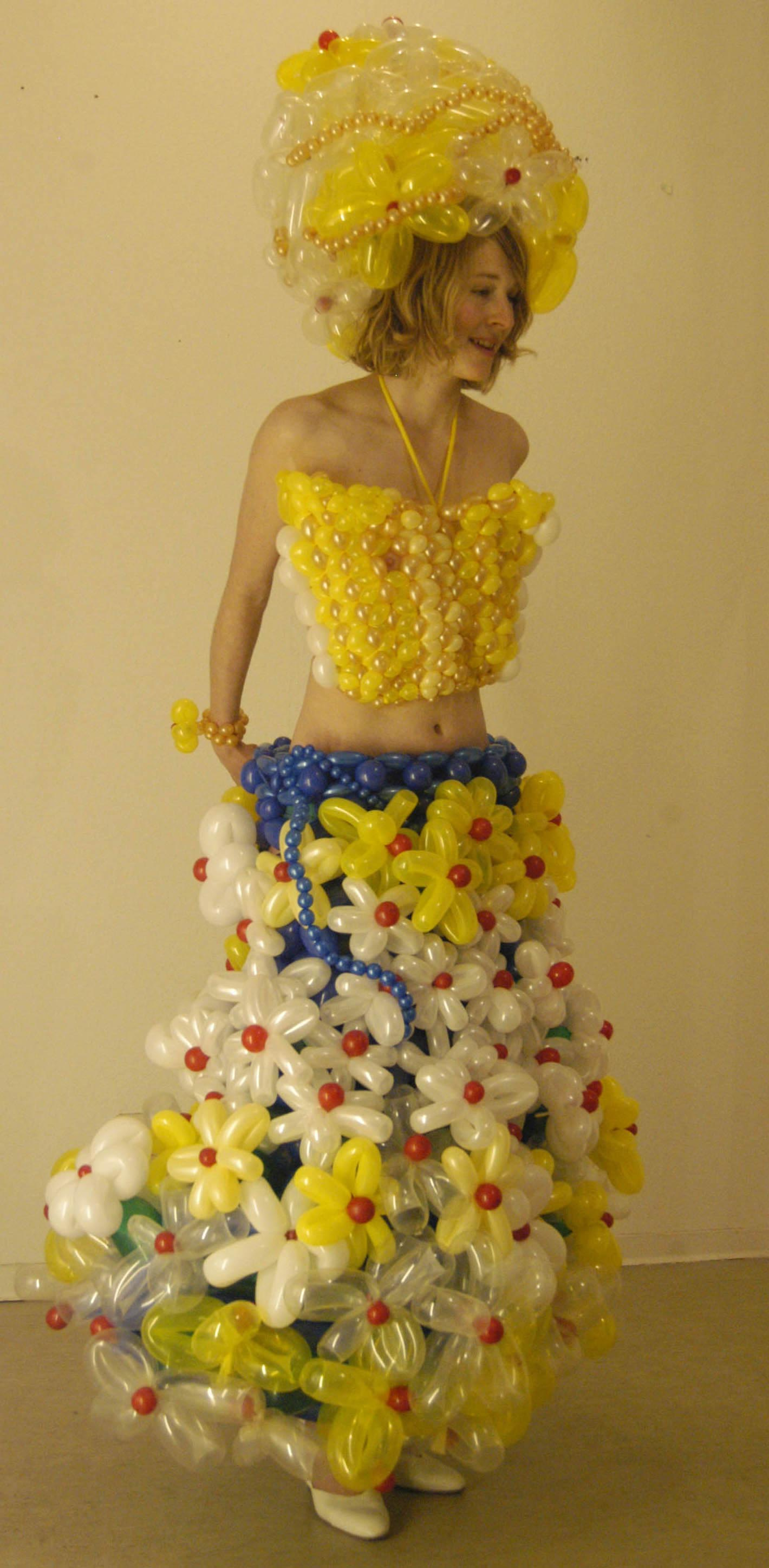
Vestido de globos realizado por Sean Rooney (Modelo: Sina)

Sean Rooney (London, Canadá, 1967) es un artista plástico británicocanadiense.
Su obra se centra en el uso de los globos convencionales (balloon-art) como base de la experimentación y expresión artística con obras en ocasiones monumentales, de más de 100 metros cuadrados realizadas exclusivamente con estos materiales. 
Es considerado uno de los mayores balloon artists del mundo, así como uno de los que más grandes aportaciones e innovaciones técnicas ha realizado.

## Biografía
Comenzó su formación universitaria en el campo de la antropología cultural, pero de ahí pasó a manifestar otros interés más eclécticos, por la actuación, la música, el arte y la performance.
A finales de la década de los 90 su trabajo alcanzó espectaculares niveles técnicos, avanzando del mismo modo hacia nuevos terrenos no explorados. Parte de esas nuevas ideas y planteamientos no sólo surgieron de esa deslumbrante excelencia técnica, sino también conceptualmente. Así, Rooney desarrolló por ejemplo diferentes instrumentos musicales realizados con globos y espectaculares trajes construidos exclusivamente con globos, así como, no sólo en el terreno práctico sino también teórico, nuevos conceptos en la práctica de la performance.
En 1997 en Singapur representó al Gobierno de Canadá en una convención de promoción del país. En 1998 en Dubái realizó las mayores esculturas compuestas exclusivamente de globos de fiesta hechas nunca en el mundo. En 2000 realizó diversos y extensos trabajos para el Ontario Science Centre (Centro de Ciencia de Ontario) creando enormes esculturas de globos basados en la comprensión y explicación de los principios científicos, química, física, biología y geometría, a los visitantes, enlazando así lo que se ha convertido en unos de sus principales intereses artísticos la relación entre globos y ciencia. En 2003 realizó su primera instalación con globos en una importante galería comercial de arte contemporáneo (AGO, Toronto). Desde 2004 hasta 2006 residió en Berlín donde realizó trabajos artísticos de diversa índole. Ha realizado proyectos para el Cirque du Soleil o la cantante de electroclash canadiense Peaches, así como proyectos de cooperación cultural: Peace by Piece - building bal(ka)loon art, seminario con estudiantes de la Facultad de Bellas Artes de Sarajevo en cooperación con el Sarajevo Centre for
Contemporary Art, y la Embajada de Alemania (proyecto integrado en the German Days 2006 en Sarajevo, Peace Building Project).
Rooney vive y trabaja en Canadá.